# Haematopus finschi
Haematopus finschi là một loài chim trong họ Haematopodidae.